# Zinga Zanga
Zinga Zanga is een poppodium en evenementenhal in de Zuid-Franse stad Béziers, gelegen aan het Canal du Midi. Het gebouw werd in 2007 opgeleverd.